# 24 (tal)
24 (tjugofyra (fil)) är det naturliga talet som följer 23 och som följs av 25.

## Inom matematiken
- 24 är ett jämnt tal.
- 24 är ett nonagontal
- 24 är ett ikositetragontal
- 24 är ett ymnigt tal
- 24 är ett mycket ymnigt tal
- 24 är ett superymnigt tal
- 24 är ett Tribonaccital
- 24 utgör tillsammans med 25 ett Ruth-Aaronpar
- 24 är ett Praktiskt tal.
- 24 är ett palindromtal i det kvinära talsystemet.

## Inom vetenskapen
- Krom, atomnummer 24
- 24 Themis, en asteroid
- Messier 24, del av Vintergatan i Skytten, Messiers katalog